# Challenger de Turín 2016

El torneo ATP Challenger Torino 2016 es un torneo profesional de tenis. Pertenece al ATP Challenger Series 2016. Se disputará su 2ª edición sobre superficie tierra batida, en Turin, Italia entre el 18 al el 24 de abril de 2016.

## Jugadores participantes del cuadro de individuales
| Favorito | País                        | Jugador             | Rank1 | Posición en el torneo |
| -------- | --------------------------- | ------------------- | ----- | --------------------- |
| 1        | Bandera de Brasil           | Rogério Dutra Silva | 100   | Primera ronda         |
| 2        | Bandera de Italia           | Thomas Fabbiano     | 106   | Primera ronda         |
| 3        | Bandera de Portugal         | Gastão Elias        | 118   | CAMPEÓN               |
| 4        | Bandera de Francia          | Stéphane Robert     | 121   | Segunda ronda         |
| 5        | Bandera de Eslovaquia       | Andrej Martin       | 127   | Primera ronda         |
| 6        | Bandera de los Países Bajos | Igor Sijsling       | 132   | Primera ronda         |
| 7        | Bandera de Italia           | Luca Vanni          | 141   | Primera ronda         |
| 8        | Bandera de Bélgica          | Kimmer Coppejans    | 146   | Cuartos de final      |

- 1 Se ha tomado en cuenta el ranking del 18 de abril de 2016.

### Otros participantes
Los siguientes jugadores recibieron una invitación (wild card), por lo tanto ingresan directamente al cuadro principal (WC):
- Salvatore Caruso
- Edoardo Eremin
- Stefano Napolitano
- Lorenzo Sonego

Los siguientes jugadores ingresan al cuadro principal tras disputar el cuadro clasificatorio (Q):
- Matthias Bachinger
- Joris De Loore
- Pedro Elias
- Nikola Mektić

## Campeones

### Individual Masculino
- Gastão Elias derrotó en la final a  Enrique López-Pérez, 3–6, 6–4, 6–2

### Dobles Masculino
- Andrej Martin /  Hans Podlipnik derrotaron en la final a  Rameez Junaid /  Mateusz Kowalczyk, 4–6, 7–6(3), [12–10]